# Сосновский, Юлиан Адамович
Сосновский Юлиан (Юлий) Адамович (20 мая (1 июня) 1842 года — 1897 год) — офицер Генерального штаба Русской Императорской армии, генерал-майор, Георгиевский кавалер, участник русско-турецкой войны 1877—1878 годов, востоковед и исследователь Азии.

## Биография
Юлиан Адамович родился в родовом поместье Острожского уезда Волынской губернии. В 1853 году поступил в Киевский кадетский корпус, в 1860 году был произведён в офицеры. Служить начал прапорщиком 6-го сапёрного батальона. В 1863 году участвовал в подавлении Польского восстания.
В 1866 году поступил в Николаевскую академию Генерального штаба, по окончании которой был назначен старшим адъютантом штаба войск Семипалатинской области по кадровой номенклатуре Генерального штаба. В 1871 году занимался рекогносцировкой участка российско-китайской границы в Семипалатинской области.
В это время у России самые напряжённые отношения были с Англией из-за взаимных претензий на Китай, особенно на Тибет. Присоединив Среднюю Азию, Россия близко подошла к Индии, считавшейся «жемчужиной в короне британской империи». Россия была ослаблена Крымской войной и поэтому перенесла акцент своей внешней политики на Восток, в Китай, что встревожило Англию. Назревала англо-русская война. Обе державы повели военную разведку Китая как территории возможной войны. Россия направила в Монголию, Китай и Тибет множество разведывательных экспедиций, и почти все они возглавлялись офицерами Генерального штаба. И двумя из них руководил Ю. А. Сосновский.
В 1872 г. Юлиан Адамович участвовал в разведывательном походе по Чёрному Иртышу для определения кратчайшего пути из Западной Сибири внутрь Китая. Целью экспедиции стал сбор военно-статистической информации о долине реки Чёрный Иртыш в Западном Китае. В 1873 году за этот поход он был удостоен серебряной медали Императорского Русского географического общества. Вторая научно-торговая экспедиция по его инициативе и под его руководством прошла в 1874—1875 годах. Это начинание стоит несколько особняком среди многих других подобных путешествий, так как оно не было секретным и его результаты стали доступны для широкого обсуждения как в России, так и за рубежом немедленно после возвращения участников на родину.
Для организации экспедиции Сосновский подготовил соответствующую записку и представил её военному губернатору Семипалатинской области полковнику Полторацкому. Полторацкий передал её директору Азиатского департамента Министерства иностранных дел П. Н. Стремоухову, который позже стал товарищем российского министра иностранных дел. Целью экспедиции заявлялось изучение перспектив развития российско-китайской торговли в условиях обострения в этом регионе коммерческой конкуренции с Великобританией.
В 1874 году сразу три российских министерства (военное, министерство финансов и МИД) достигли консенсуса о снаряжении экспедиции для исследования самого короткого торгового маршрута из Западной Сибири в Юго-Восточный Китай. Помимо Сосновского в число участников входили военный топограф 3. Л. Матусовский, военный врач П. Я. Пясецкий, фотограф А. Э. Боярский, вольнонаемный переводчик, иркутский гражданин И. С. Андриевский, три урядника Сибирского казачьего войска — А. Павлов, И. Степанов и Н. Смокотнин, а также китаец Сюй, представитель чайной фирмы «Сю-ху-лунь». Впоследствии почти каждый из участников, за исключением казаков, переводчика и китайского коммерческого представителя, опубликовал не менее одной книги с описанием путешествия и его результатов. По большей части эти работы были посвящены Китаю, но многие авторы уделили достаточно внимания и Монголии.
В её итоге был открыт новый путь в Китай, который стал короче старого на 2188 (по другим данным на 1600) вёрст. Сосновский был принят в члены Императорского Русского географического общества, за ценные научные сведения ему были пожалованы орден Святого Станислава 2-й степени и пожизненная пенсия в 600 рублей в год.
В 1876 году Сосновский был прикомандирован к Генеральному штабу. Во время русско-турецкой войны, в сентябре 1877 года был назначен командиром батальона 14-й пехотной дивизии. При переходе через Балканские горы батальон под командованием Сосновского принял участие во взятии Троянова перевала, до того считавшегося непроходимым для войск. За этот подвиг Сосновский был награждён орденом Св. Георгия 4-й степени. 10 января 1878 года был назначен начальником штаба 3-й пехотной дивизии, в июне 1878 года — временно исполняющим дела правителя канцелярии начальника полевого штаба действующей армии. В 1879 году был возвращён на должность начальника штаба 3-й пехотной дивизии.
В 1883 году подал в отставку в знак возмущения в связи с обвинениями, выдвинутыми против него участником экспедиции 1874—1875 годов в Китай врачом П. Я. Пясецким (последний по прошествии длительного времени публично заявил о злоупотреблениях Сосновского во время руководства этой экспедицией). Обвинения не нашли подтверждения, по принятии отставки был произведён в чин генерал-майора 19 сентября 1883 года. Официальная причина ухода со службы была записана как «домашние обстоятельства».
После отставки поселился в Нижнем Новгороде, активно участвовал в общественной жизни города. Затем вместе с семьёй переехал в Балаклаву. Умер в Севастополе.

## Военные чины
- Прапорщик (1860).
- Поручик.
- Штабс-капитан (1869).
- Капитан (1871).
- Подполковник (1875).
- Полковник (1878).
- Генерал-майор (1883).

## Труды
- Пути между Булун-Тохоем, Хобдо, Улясутаем и Баркулем // ИИРГО. — 1874. — Т. X. — Вып. 1; Отчет Булун-Тохойской экспедиции капитана Сосновского. — СПб., 1875.
- Путешествие в Китай // ИИРГО. — 1875. — Т. XI. — Вып. 2; Русская учёно-торговая экспедиция в Китай в 1874—1875 гг. — СПб., 1876 (То же // ВСб. — 1876. — № 9-11).
- Экспедиция в Китай в 1874—1875 гг. : Сообщение д. чл. Ю. А. Сосновского // ИИРГО. — 1876. — Т. XII; Экспедиция в Китай в 1874—1875 гг. — М., 1882.
- Die Bewohner des Schwarzen Irtysch-Thales // ZE. — 1876. — Vol. 8. — Р. 62-69.

## Семья
Жена — Полина Геннадьевна, урождённая Пелагея Ратькова-Рожнова.

Дети: Полина, Геннадий (инженер-железнодорожник, расстрелян или забит до смерти в 1938 году как враг народа по доносу сослуживцев, точная дата смерти и место захоронения неизвестны), Надежда, Юлиан (юрист, 1888—1938 расстрелян как немецкий шпион и похоронен в братской могиле в Бутово), Мария (1890—1960), Вера, Наталья.